# Pitche
Pitche é um sector da região administrativa de Gabu na Guiné-Bissau com 2.021,4 km².

## Dados gerais
Superficie: 2.021,4 km²
População: 45.594 Hab.(2009)
Região: Gabu

## Localidades
Cidades: Pitche (4.766 Hab. em 2009)
Outras Localidades: Canquelefa ,Jaima ,Sintchã Samba Sama ,Pajama ,Cambore ,Burruntuma ,Sintchã Bebé ,Sintchã Baciro ,Benfica de Cima ,São Paiai ,Dara .

## Demografia

### População
45.594 habitantes (de acordo com os dados finais Censo 2009)

#### População Urbana/Rural
População Urbana: 4.766 Pessoas em 2009
População Rural: 40.828 Pessoas em 2009

#### Estrutura etária
0-14 anos: 48.5% (22.095 Pessoas) em 2009
15-64 anos: 47.9% (21.835 Pessoas) em 2009
65 anos e mais: 3.6% (1.664 Pessoas) em 2009

#### Homens/Mulheres
Homens:  22.376 Pessoas em 2009
Mulheres: 23.218 Pessoas em 2009